# Arganotus strinatii
Arganotus strinatii is een hooiwagen uit de familie Samoidae. De wetenschappelijke naam van Arganotus strinatii gaat terug op V. Silhavý.